# Britannia postromana

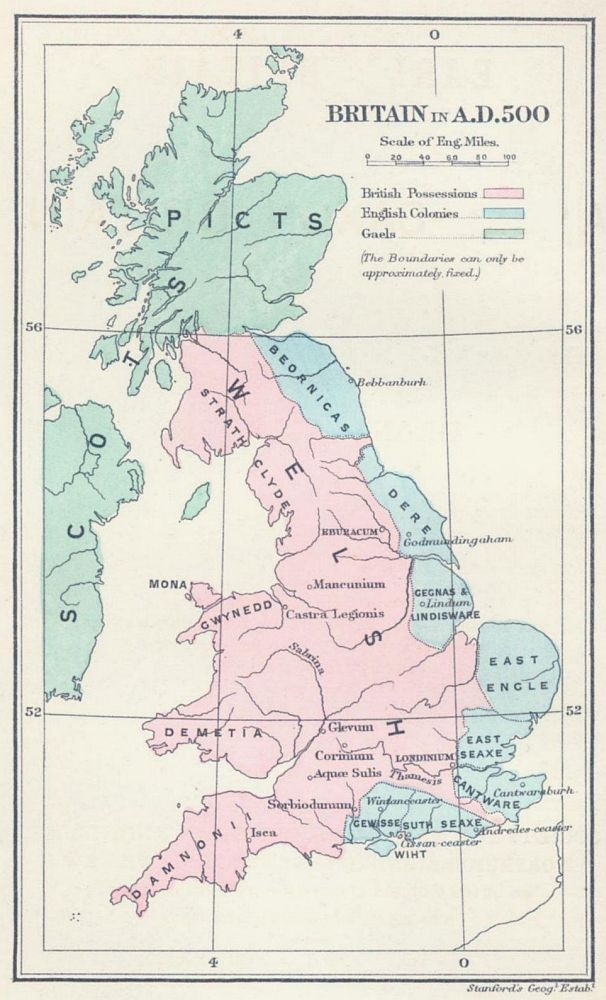
Mappa politica della Britannia nel 500; i Regni anglosassoni (in azzurro) furono ridotti alla costa orientale dopo la vittoria dei Britannici romanizzati (in rosa) nella battaglia del Monte Badon.

Il periodo storico della Britannia postromana corrisponde a quella fase della storia dell'Inghilterra che va dalla fine della dominazione romana (inizi V secolo) all'arrivo di Agostino di Canterbury (597); la data scelta per il termine del periodo è arbitraria, perché la cultura post-romana continuò nell'Inghilterra occidentale e nel Galles. Con il termine ci si riferisce in particolare al territorio che era stato ricompreso nella provincia romana della Britannia, fino alla cosiddetta "linea Forth-Clyde", a nord della quale si trovavano le regioni controllate dai Pitti.
Il periodo è caratterizzato dall'invasione anglosassone nella Britannia romanizzata e dal tentativo - momentaneamente riuscito intorno al 500 - di respingerla; dopo il 540, in coincidenza con l'epidemia detta Peste di Giustiniano che spopolò la regione, la Britannia ormai sempre meno romanizzata finì per essere soggiogata dagli Anglosassoni, in particolare dopo la decisiva battaglia di Deorham, combattuta nel 577.
Questo periodo della storia d'Inghilterra ha attratto una grande quantità di dibattiti popolari e accademici, in parte per la scarsità di materiale letterario e archeologico, in parte perché gli storici pensano che quegli eventi - invasione, insediamento e reinsediamento - forgiarono le identità nazionali delle Isole Britanniche nei secoli a venire. Il periodo in questione può essere anche denominato "primo Medioevo" o alto Medioevo.

## Testimonianze scritte
C'è ancora poco materiale scritto disponibile in questo periodo che parli della storia delle isole britanniche, tuttavia esiste una considerevole quantità di scritti posteriori e una gran parte di essi trattano soprattutto dei primi decenni del V secolo talvolta in chiave leggendaria. Le fonti scritte possono essere classificate in britanniche o continentali, e contemporanee e non-contemporanee.
Sono due le fonti primarie britanniche contemporanee agli eventi: la Confessio di Patrizio d'Irlanda e il De Excidio Britanniae di Gildas. La Confessio e la sua Lettera a Coroticus rivela aspetti della vita della Britannia tardoantica e altomedievale, trattando anche della condizione del Cristianesimo di quell'epoca. L'altra fonte della Britannia subromana, ossia il De Excidio di Gildas, è scritto in tono polemico contro i dominatori, in questo caso i sassoni. Non vengono citate alcune date e alcuni dettagli, come ad esempio il vallo di Adriano e il vallo di Antonino sono evidentemente sbagliati. Tuttavia Gildas ci dà informazioni sui regni postromani nel momento in cui stava scrivendo e come un monaco istruito percepiva la situazione che si stava sviluppando tra gli anglosassoni e i britanni.

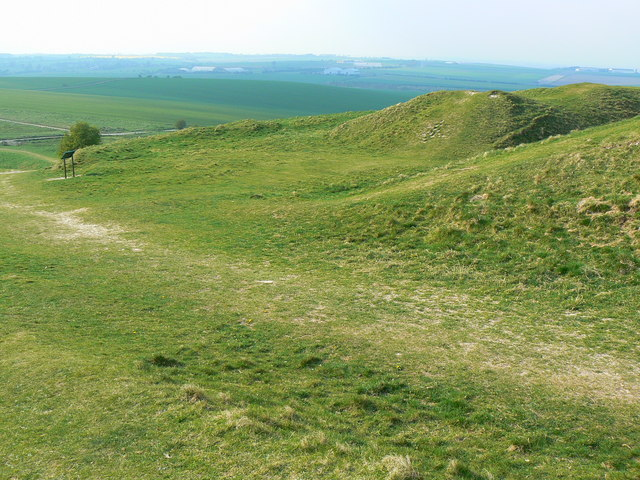
Il Castello di Barbury, forte dell'età del ferro, nei pressi di Swindon, nell'Inghilterra sudoccidentale.

Ci sono anche fonti contemporanee agli eventi che provengono dall'Europa continentale che menzionano la Britannia. La più famosa è il Rescritto di Onorio, nel quale Onorio, l'imperatore d'occidente, chiede alle Civitates britanniche di far fronte da sole alla propria difesa. Il primo riferimento a questo rescritto viene fatto da Zosimo nel VI secolo, riguardo a una discussione sull'Italia meridionale. Non vengono fatte ulteriori menzioni alla Britannia, il che ha portato alcuni studiosi, ma non tutti, a suggerire che si trattasse non della Britannia, ma del Bruzio. Le cronache galliche, Chronica gallica anno 452 e Chronica gallica anno 511, parlano dell'abbandono della Britannia da parte dei Romani, e del suo successivo passaggio nelle mani dei sassoni; parlano anche della visita di Germano d'Auxerre in Britannia. Il lavoro di Procopio di Cesarea fa alcuni riferimenti alla Britannia, che tuttavia sono discutibili.
Ci sono numerose fonti scritte successivamente agli eventi in questione che danno racconti più accurati del periodo. Il primo di questi fu Beda il Venerabile, il quale, agli inizi dell'VIII secolo, scrisse la Historia ecclesiastica gentis Anglorum (c. 731). Basandosi sull'opera di Gildas, Beda fornisce riferimenti alle date degli eventi, ma scrive per lo più da un punto di vista anti-britannico. Fonti più tarde, come la Historia Brittonum, spesso attribuita a Nennius, la Cronaca anglo-sassone (ancora scritta da un punto di vista anti-bretone e basata su fonti sassoni) e gli Annales Cambriae sono tutte pesantemente infarcite di miti e vanno usate con estrema cautela. Ci sono anche documenti di poeti bretoni che apparirono prima del sesto secolo. Nella Chronica gallica si afferma dubbiamente che, dopo l'abbandono da parte delle truppe romane, l'isola cadde sotto il diretto controllo delle popolazioni anglosassoni, e si cita anche il viaggio di Germano d'Auxerre nella regione.
Importante è anche l'"Historia Brittonum" che venne scritta dal monaco gallese Nennio, agli inizi del IX secolo. Anche dopo la conquista normanna ci furono molti libri che si proposero di scrivere la storia della Britannia postromana, anche se maggiormente furono influenzati dai racconti di Geoffrey di Monmouth nella sua "Historia Regum Britanniae", tuttavia possono essere visti come libri di leggende.
Alcune vite dei santi, riferendosi a chierici di origine celtica, hanno una datazione alta, ma la maggior parte è tarda. San Taddeo descrive una visita a una villa romana a Chepstow, mentre Cutberto di Lindisfarne visita una Carlisle deserta.

## Testimonianze archeologiche
Dagli scavi archeologici sono stati ritrovati, per lo più, manufatti artigianali o militari come brocche e vasi, fibule e armi. Il numero di oggetti appartenenti a questa epoca e ritrovati nei siti appare molto più limitato rispetto a quella precedente, e questo a causa dell'utilizzo di materiali molto meno resistenti alle intemperie, come cuoio o legno. Tuttavia, l'attività metallurgica era ancora attiva in questo intervallo di tempo, e ciò è stato dimostrato da alcuni scavi compiuti negli anni sessanta da Leslie Alcock a Dinas Powys, nel Galles sud-orientale. Dallo studio delle usanze funebri dell'epoca, inoltre, si è potuta stabilire una certa continuità tra le due realtà per quanto riguarda la struttura della società e la cultura, fortemente influenzata anche dalle antiche usanze celtiche. Si mantennero, per lo più, attivi i rapporti commerciali con il Mediterraneo: a Tintagel, nel sud-ovest dell'Inghilterra, infatti, sono stati ritrovati vasi in ceramica provenienti molto probabilmente dall'Europa meridionale marittima.
Gli insediamenti indagati sono costituiti prevalentemente da fortezze collinari, le cosiddette "hillforts", da città e da monasteri. Altri lavori hanno illuminato come la pratica agricola continuò nel periodo.
Studi compiuti in alcune zone archeologiche, come la necropoli di Wasperton, nel Warwickshire, testimoniano la compresenza di Romano-britannici e Sassoni e una relativa influenza tra le due culture. In un cimitero, ad esempio, una famiglia adottò le usanze anglosassoni dopo un lungo periodo.
Sono stati eseguiti, inoltre, altri scavi negli anni novanta in corrispondenza del castello di Cadbury, una fortificazione costruita durante l'età del ferro e che venne rioccupata tra il 470 e il 580 da queste popolazioni. Altri siti che hanno mostrato tracce di occupazione nel periodo post-romano sono la città di Wroxeter (Viroconium) e i forti romani di Banna sul vallo di Adriano (oggi Birdoswald) e quelli della linea difensiva del litus saxonicum.

## Storia

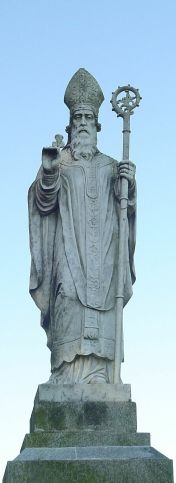
Statua di San Patrizio nella collina di Tara, Irlanda.

### Declino e usurpazione di Costantino III
All'inizio del V secolo, la Britannia faceva ancora parte dell'Impero romano d'occidente, governato dall'imperatore Onorio. Vi erano già segni di declino dell'autorità romana, e alcuni Sassoni erano presenti nell'isola, in qualità di soldati. Le truppe romane furono richiamate sul continente nel 402 da Stilicone, e la maggior parte dei pagamenti in moneta cessò a partire da questo periodo. Nel 406 gli eserciti in Britannia si rivoltarono e nominarono, in sequenza, tre sovrani usurpatori. L'ultimo di questi, Costantino III, mobiliterà le sue forze armate nel continente, al fine di difendersi dall'attacco militare dell'imperatore Onorio, ma verrà sconfitto e giustiziato da questi nel 411. Intanto ci furono incursioni barbariche che interessarono la Britannia nel 408, ma, almeno in apparenza, furono fermate.

### La partenza definitiva delle legioni romane dalla Britannia
Dopo il 410, Onorio inviò delle missive alle città della Britannia, con le quali chiedeva che fossero gli abitanti stessi a provvedere della loro difesa. È con questa data che alcuni storici pongono fine al periodo della britannia romana (dato che ormai l'impero non aveva più potere politico sull'isola).
Le istituzioni politiche cambiarono in questo periodo: in effetti, i funzionari e i centri pubblici romani vennero progressivamente sostituiti con dei governi monarchici di tipo feudale. Tuttavia alcuni tra questi regni erano ancora in parte fedeli all'Impero, e questo provocò alcune guerre civili, che furono anche alimentate dalla contrapposizione tra chiesa romana e pelagianesimo e dalle lotte sociali tra proprietari terrieri e contadini. Tuttavia alcuni aspetti della vita romana continuarono nelle campagne, mentre iniziarono a declinare nelle città, come evidenziato dalla descrizione di Germano d'Auxerre.

### Il re Vortigern apre le porte ai Sassoni
Gildas, che scrisse in latino attorno all'anno 540, narra che Vortigern, considerato come "il re dei Britanni" dal venerabile Beda, convocò, intorno al 446, un consiglio per trovare il modo di opporsi alle minacce barbariche; decise di assoldare dei mercenari sassoni a seguito della partenza delle truppe di Roma e di considerarli come "foederati", secondo le stesse usanze romane. Dopo questo si spostò con le sue armate nella parte orientale dell'isola britannica, dove meglio avrebbe fronteggiato le incursioni barbariche. I sassoni, però, che erano cresciuti in numero a causa delle continue immigrazioni, decisero di ribellarsi e iniziarono a razziare le città e a darsi al saccheggio. 

### La ribellione di Ambrosio Aureliano e la battaglia di Mons Badonicus
Per placare la situazione, il leader romano-britannico Ambrosio Aureliano (da alcuni identificato nel Re Artù) combatté contro i Sassoni in diverse battaglie per un lungo periodo di tempo. Alla fine, attorno al 500, ci fu la battaglia di Mons Badonicus, della quale le fonti più tarde parlano della vittoria finale del leggendario Re Artù. Dopo questo scontro finale, i britanni riuscirono a fermare l'avanzata anglosassone e a mantenere il controllo del Galles e della parte ad ovest dell'Inghilterra rispetto alla linea che congiunge York con Bournemouth, mentre i Sassoni controllavano l'Anglia orientale, il Northumberland e l'Inghilterra sud-orientale. In seguito ci fu un lungo periodo di pace, di cui però si hanno poche informazioni, tutte forniteci dallo stesso Gildas: egli, infatti, parla di 5 comandanti britannici (Costantino di Dumnonia, Aurelio Canino, Vortipor di Demetae, Cuneglasus e Maglocunus), ma non li descrive dettagliatamente e mette a risalto solo la loro malvagità.

### Il ritorno dei Sassoni

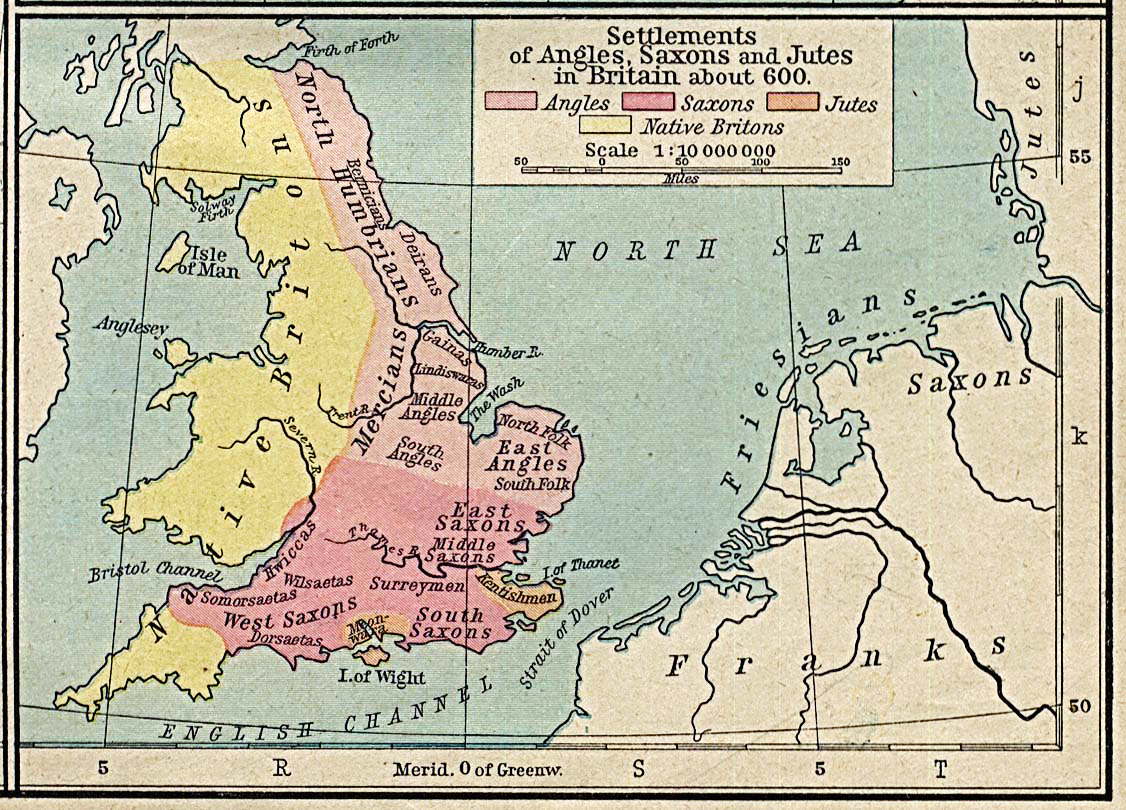
I regni britanni e sassoni intorno all'anno 600, dopo la battaglia di Dyrham

Questo periodo di pace venne interrotto nella seconda metà del VI secolo, con una nuova espansione da parte dei Sassoni, che iniziò con la conquista, da parte di Cynric di Sarum nel 552. Questo scontro ebbe il suo esito finale nel 577, con la battaglia di Dyrham che vide a capo delle truppe Sassoni il re Ceawlin del Wessex, il quale riuscì a vincere e ad occupare così le città di Cirencester ("Corinium"), Gloucester ("Glevum") e Bath ("Aquae Sulis"). Dopo la battaglia, ai Britanni rimasero solo il Galles, il Devon e la Cornovaglia. Secondo alcuni studiosi, questo determinò la suddivisione dei Britanni in due ceppi, quelli del Galles e quelli del Devon e della Cornovaglia, che svilupparono con il tempo diversi dialetti. Questa ultima ipotesi, però, è ancora discussa tra gli storici.

### Dai Britanni agli Anglosassoni
Basandosi soprattutto sulle fonti scritte, la tradizionale ricostruzione storica aveva immaginato che, nel periodo post-romano, un massiccio afflusso di Sassoni in Inghilterra aveva portato alla scomparsa della popolazione britannica e questo, secondo gli storici, era avvenuto in maniera rapida e violenta. Con questo sembravano concordare i dati relativi all'attuale toponomastica inglese, che presenta rarissime cadenze derivanti dal celtico, presenti soprattutto nel Galles e nella Cornovaglia, così come la presenza di poche parole celtiche passate nell'antico inglese.
Tuttavia, a partire dagli anni novanta, l'interpretazione dei dati storici è stata modificata e si è ritenuto plausibile escludere l'ipotesi dell'invasione massiva dei Sassoni e considerare questi ultimi, più che altro, come un élite privilegiata, dalla quale i Britanni subirono influenze culturali e linguistiche tali da essere, col tempo, assimilati a tale popolazione di origine germanica.
Questo sembrerebbe essere confermato da alcune recenti analisi genetiche che hanno mostrato che l'elemento anglosassone, in realtà, è presente solo a livello minoritario. I codici di leggi attribuiti ad alcuni re Sassoni, come quello di Ethelbert del Kent emanato all'inizio del VII secolo o quello del monarca Ine del Wessex redatto tra la fine dello stesso e l'inizio di quello successivo dimostrano uno status legale inferiore per parte della popolazione, che nella raccolta più tarda è chiaramente identificata con quella britannica. Le istituzioni ecclesiastiche e gli intellettuali di origine britannica furono molto importanti per l'influsso della loro cultura in quella della popolazione anglosassone, la quale, prima delle migrazioni in Inghilterra, si trasmetteva principalmente per via orale.

## Regni

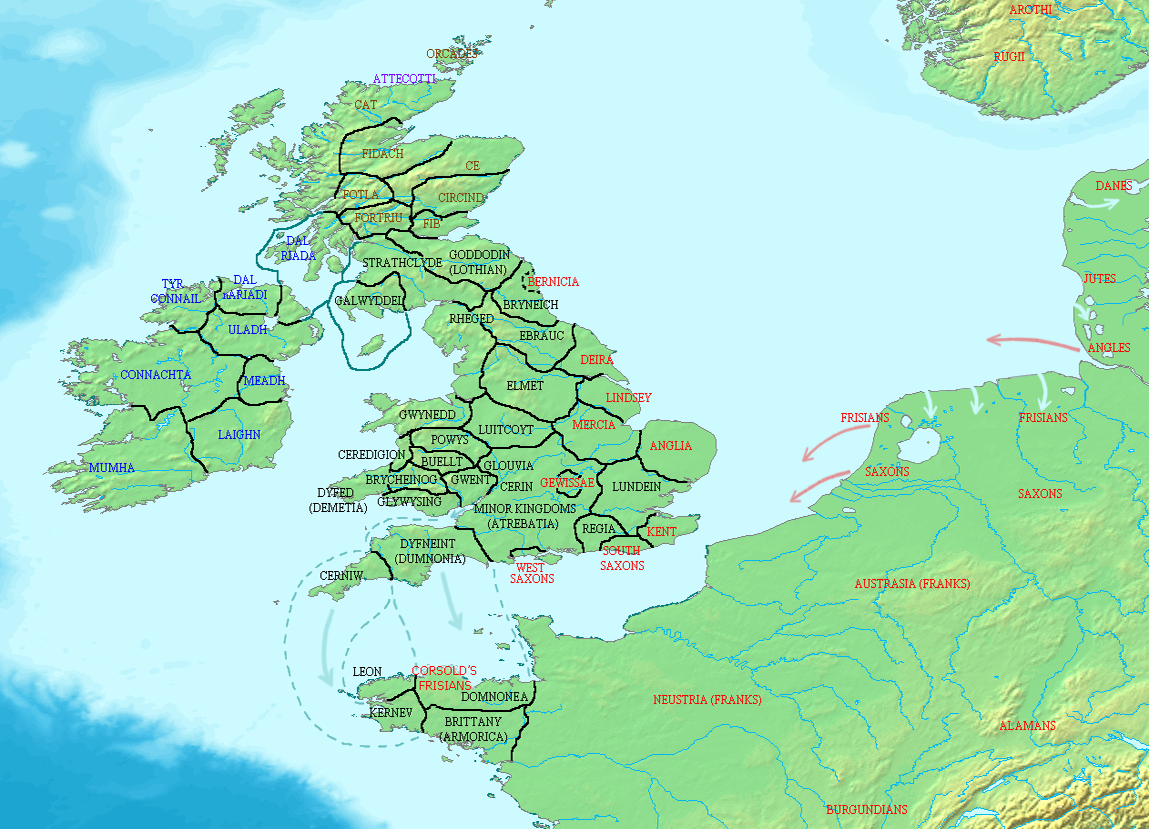
I regni delle isole britanniche intorno all'anno 500.

In Britannia esistevano diversi regni in questo periodo, nel tempo alcuni cambiarono nome mentre altri vennero assorbiti. I confini tra i regni cambiavano continuamente. I maggiori erano:-
- Bryneich - in Northumberland, venne conquistato dagli angli della Bernicia.
- Dumnonia - nell'Inghilterra sudorientale, soprattutto nel Devon e in Cornovaglia, ma anche parti del Somerset e del Dorset.
- Regno di Dyfed - Galles sudoccidentale
- Ergyng nel Herefordshire sudoccidnetale, nel Monmouthshire del nord e nella Foresta di Dean, Gloucestershire.
- Regno di Gwent, Brycheiniog e Glywysing - Galles meridionale
- Powys - Galles centrale
- Gwynedd - Galles settentrionale
- Elmet - nello Yorkshire sudoccidentale
- Rheged - Cumbria e Lancashire
- Ebrauc - attorno York e Yorkshire settentrionale
- Strathclyde - compreso il regno dei Selgovi
- Gododdin - nel Lothian
- Brycheiniog - nel Galles meridionale
- Caer Baddan (Bath)
- Caer Ceri (Cirencester)
- Caer Gloui (Gloucester)
- Glywyssing (nel Galles meridionale)

Brycheiniog, Ebrauc, Elmet, Gododdin, Rheged e Strathclyde formeranno in seguito quello che verrà conosciuto come "Yr Hen Ogledd", che in lingua gallese significa "Vecchio Nord": si tratta della regione che veniva compresa tra il vallo di Adriano e quello di Antonino, sulle cui costruzioni, tra l'altro, sono attestate delle riparazioni che avvennero intorno al V e al VI secolo (a Whithorn, nella Scozia sud-occidentale).
I regni britanni che si formarono nella parte occidentale dell'Inghilterra, dovettero in origine derivare dalla modificazione delle strutture della giurisdizione provinciale romana, ma ebbero anche chiari contatti con quelli che si formarono nello stesso periodo in Irlanda, che non era mai stata soggetta al dominio romano. In alcune città romane, come a Wroxeter e a Caerwent, è testimoniata una continuità di occupazione anche in questo periodo, probabilmente legata a strutture ecclesiastiche.

### Regni anglosassoni
Oltre a Bernicia e Deira, che corrispondono a regni britanni con diverso nome dopo la loro conquista da parte degli Angli e che uniti formarono in seguito il regno di Northumbria, i maggiori regni anglosassoni presenti nel periodo post-romano, compresi in seguito nell'eptarchia anglosassone furono:
- Kent
- Sussex
- Wessex - formato dalle aree sassoni nell'alta valle del Tamigi e attorno Southampton (compresa l'isola di Wight).
- Bernicia - divenne il regno anglosassone di Bernicia, poi Northumbria.
- Deira - divenne il regno anglo di Deira, poi Northumbria.
- East Anglia - incluse Norfolk e Suffolk
- Hwicce nella maggior parte del Gloucestershire, esclusa la Foresta di Dean.
- Essex compreso il Middlesex
- Mercia
- Northumbria - formata da Bernicia e da Deira

## Religione
L'impero romano adottò il Cristianesimo come religione ufficiale verso la fine del IV secolo, tuttavia le credenze pagane continuavano a sopravvivere, specialmente nelle aree più marginali. Inoltre, il paganesimo continuava a resistere soprattutto presso le popolazioni di origine germanica (angli e sassoni), mentre i Britanni erano per lo più di fede cristiana: questo fu all'origine del conflitto che li vide contrapposti inizialmente. L'arrivo di Sant'Agostino di Canterbury è considerato dagli storici come l'evento principale per la conversione al Cristianesimo dei sassoni, anche se una parte di essi restava ancora legata alle credenze pagane.
Nel 429 Palladius, un diacono britannico chiese aiuto al Papa Celestino I per combattere il Pelagianismo, che verrà condannato come eretico nel 431 con il Concilio di Efeso. Furono così inviati due vescovi: Germano d'Auxerre e Lupo di Troyes. Si sostiene che durante questo periodo, Germano, un ex comandante militare, portò i britannici alla vittoria di "Hallelujah", forse nell'attuale Galles. Si pensa anche che Germano successivamente fece una seconda visita in Inghilterra.
I vecchi templi pagani furono, col tempo, rimpiazzati da chiese più o meno nello stesso sito. Sembra che le chiese e i monasteri celtici abbiano avuto una fioritura nelle isole britanniche. Si pensa che nel Whitehorn settentrionale sia stata fondata in Scozia la prima chiesa cristiana per merito di Niniano. Le sepolture di tipo romano continuarono per molto tempo. Nella parte orientale dell'isola, occupata dai sassoni, ci fu un graduale passaggio dalla cremazione all'inumazione.
Corotius (o Ceretic) fu un re cristiano destinatario di una lettera di Patrizio d'Irlanda. La sua base era a Dumbarton Rock nel Strathclyde e il suo discendente Riderch Hael viene menzionato nella "Vita di San Columba". Riderch fu un contemporaneo di Aedan mac Gabrain e Urien of Rheged, come pure di Aethelfrith di Bernicia. Invece Kentigern, il supposto fondatore di Glasgow, è una figura misteriosa.

## Migrazioni anglosassoni

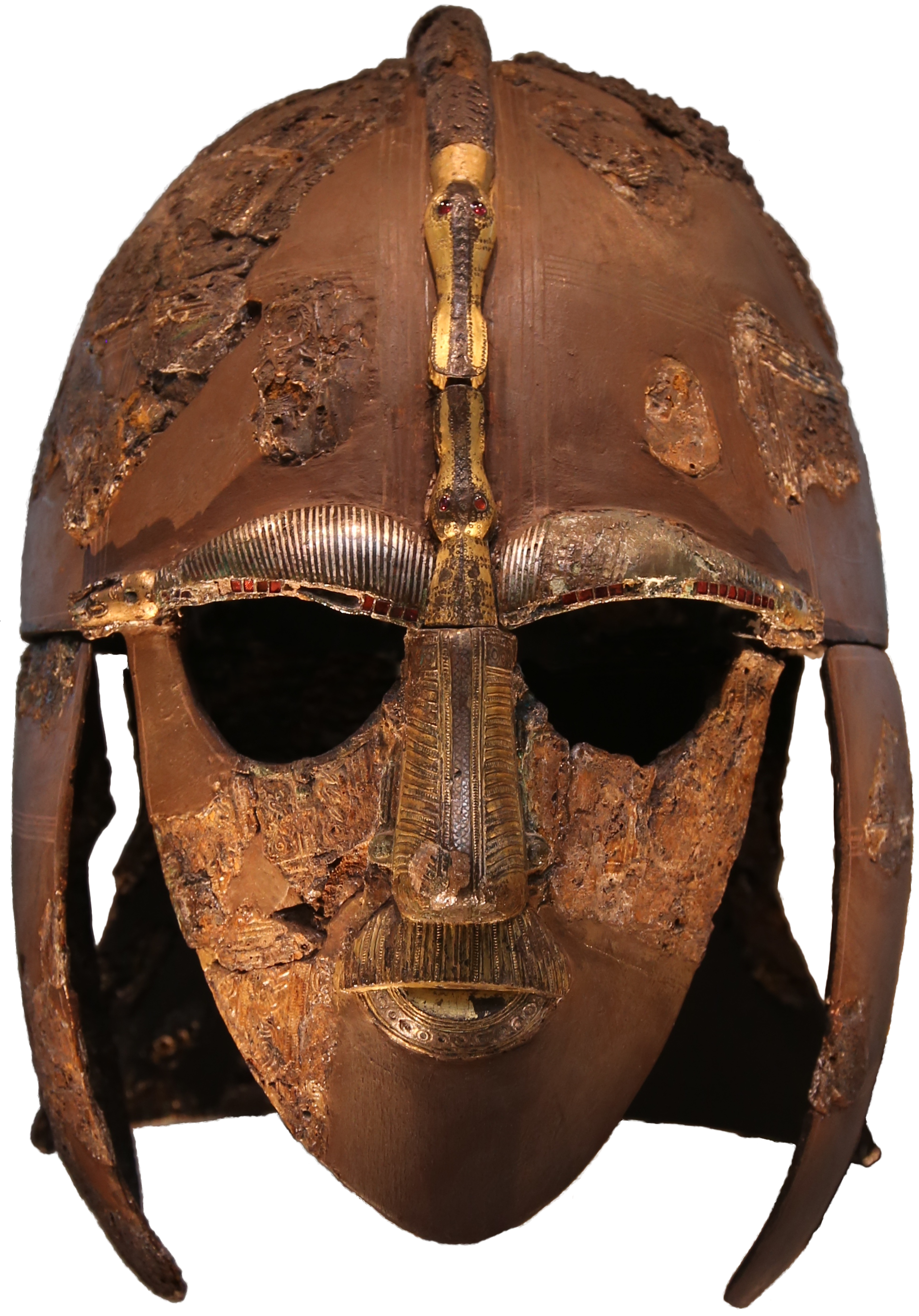
Elmo di Sutton Hoo

### Evidenze linguistiche
La linguistica è un mezzo utile per analizzare la cultura di un popolo. Studi sull'Old English, sulle lingue celtiche e sulla lingua latina hanno dimostrato i contatti tra celti e anglosassoni. Sicuramente il latino continuò ad essere lingua scritta e ora vi sono evidenze, come la Pietra di Artù, dell'esistenza di un neolatino britannico.
Similmente gli studi sulla toponomastica danno indicazioni sulla storia linguistica di una certa area. L'Inghilterra, tranne la Cornovaglia, mostra scarse presenze di nomi di origine celtica nella toponomastica. Ci sono nomi celtici sparsi un po' dovunque, ma tendono ad aumentare proprio ad occidente, dove ci sono numerosi nomi celtici di fiume. La toponomastica dimostra che la cultura anglosassone stava diventando dominante nella parte sudorientale dell'isola fin dall'inizio del sesto secolo. Nomi con elementi latini invece ci suggeriscono una certa continuità degli insediamenti, mentre alcuni nomi di luogo richiamano le divinità di tradizione germanica.
Le testimonianze epigrafiche ci forniscono un'altra fonte di informazione sugli insediamenti dei Britanni e degli Anglosassoni in questo periodo. Le iscrizioni celtiche si trovano soprattutto nell'Inghilterra occidentale e in Galles, mentre in altre parti sono in runico.

### Estensione delle migrazioni
Per lungo tempo si è sostenuto che gli anglosassoni migrarono in Britannia tra il quinto e il sesto secolo, sostituendosi ai britanni. Lo storico Frank Stenton nel 1943 sostenne che gran parte della Britannia sudoccidentale venne invasa. Questa interpretazione si basa principalmente sulle fonti scritte, in particolare Gildas e Beda, che proiettano l'arrivo degli anglosassoni come un evento violento. I nomi di luogo e le testimonianze linguistiche avvalorano ulteriormente questa tesi, dato che solo poche località riuscirono a tenere il loro nome celtico e ancor meno parole di origine celtica entrarono nell'Inglese antico. Inoltre questa interpretazione considera che la popolazione di origine britanna fu costretta ad emigrare in gran massa verso l'Armorica, cioè l'attuale Bretagna. Questa interpretazione infine spiega perché l'Inghilterra si sia sviluppata differentemente dall'Europa continentale. Tuttavia questa visione non è universalmente accettata, visto che storici come Edward Gibbon pensano che ci sia stata una sopravvivenza britannica. La visione tradizionale, sostenuta da pochi storici, è sintetizzata da Lawrence James, il quale scrisse che l'Inghilterra venne sommersa da una corrente anglosassone che spazzò via i romano-britannici.'
La visione tradizionale è stata demolita dagli anni novanta. Al centro della discussione c'è il numero di anglosassoni effettivamente arrivati in Britannia durante questo periodo: l'opinione più diffusa negli studi più recenti è che ne giunse una quantità ridotta, non in grado di rimpiazzare la popolazione autoctona in breve tempo. I Sassoni sono tuttavia visti come un'élite dominante con a fianco la popolazione locale acculturata. Cosicché tombe sassoni possono in realtà appartenere a romano-britannici.

## Romanzo britannico

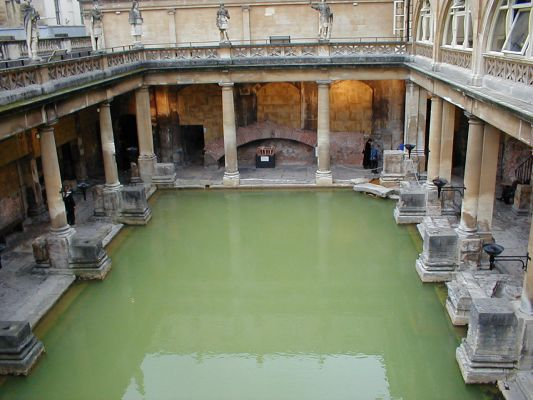
Le Terme romane di Bath furono usate dai Romano-Britanni fino al VI secolo. Vi sono state trovate tavolette con maledizioni popolari che sembrano probabilmente scritte anche in romanzo britannico

Per alcuni secoli dopo il ritiro delle legioni romane, nella Britannia romanizzata si sviluppò una lingua romanza, risultato della fusione del latino classico con le lingue celtiche dei Britannici autoctoni, detta romanzo britannico.
Kenneth H. Jackson scrisse che "il latino era una lingua viva e parlata nella Britannia durante l'Impero romano", e usò l'evidenza di parole assimilate dal latino nell'antico gallese e irlandese allo scopo di dedurre l'esistenza di 12 differenti caratteristiche del Romanzo della Britannia latinizzata del III, IV e V secolo.
Studiosi come Christopher Snyder credono che, nel periodo che va dal 410 (ritiro dalle isole britanniche delle legioni romane) al 597 (arrivo in Britannia di Agostino di Canterbury), nella Britannia romanizzata vi fu una società capace di difendersi dai sopraggiunti barbari anglosassoni e di produrre una propria cultura con una lingua neolatina molto mescolata al celtico.
Inoltre sembra molto probabile che nell'area di Chester (che ha preso nome dal castrum romano Deva Victrix) sia rimasta una comunità di britannici romanizzati discendenti dai coloni romani che usava il romanzo britannico: vi sono state trovate molte anfore e importanti resti archeologici con iscrizioni latine (e possibilmente neolatine) di epoca "sub-romana", per cui cattedratici come Strickland affermano che probabilmente la città romana fu abitata fino ad oltre il 650, consentendo lo sviluppo di una lingua romanza nei due secoli dopo il ritiro delle legioni romane.

### Pietra di Artù
Secondo l'accademico Charles Thomas, è stata rinvenuta in Cornovaglia l'unica evidenza di una lingua romanza in uso nella Britannia postromana: la Pietra di Artù di Tintagel
Nella pietra vi si possono leggere quattro parole che sono correntemente interpretate così: PATER / COLI AVI FICIT / ARTOGNOV. Si tratta sostanzialmente di un'iscrizione latina del VI secolo, con riconoscibili primitive inflessioni antico celtiche e romano-britanniche, la cui più plausibile lettura secondo Thomas è «mi fece (oppure mi costruì) Artognou, padre di un discendente di Col».
L'iscrizione sulla pietra fornisce agli storici anche la certezza del fatto che era molto diffusa l'alfabetizzazione e la conoscenza letteraria classica nel ceto dominante della Britannia postromana.

## La fine della Britannia romana
Sono state proposte diverse date per la fine del dominio romano sulla Britannia: una pone l'accento sulla fine dell'importazione della moneta romana nel 402, un'altra sulla ribellione di Costantino III nel 407, un'altra la ribellione del 409, e un'ultima il ritiro di Onorio del 410. In ogni caso la datazione della fine della Britannia romana è complessa, e l'esatto processo è parzialmente sconosciuto.
Ci sono alcune controversie sul modo in cui i romani lasciarono la Britannia. Theodor Mommsen ritenne che Roma lasciò la Britannia, tesi sostenuta dalla maggior parte degli studiosi. Questa interpretazione vede nelle agitazioni all'interno dell'Impero Romano e nel ritiro delle truppe dalla Britannia per combattere i barbari lungo il Reno, i fattori principali che portarono Roma ad abbandonare l'isola. Fu quindi il collasso del sistema imperiale che portò alla fine della presenza romana in Britannia.
Michael Jones ha avanzato una tesi alternativa, nella quale indica che non è stata Roma ad abbandonare la Britannia, ma viceversa. Jones mette in evidenza i numerosi usurpatori provenienti dalla Britannia tra la fine del Quarto e l'inizio del Quinto secolo e il fatto che la fornitura di moneta in Britannia si prosciugò completamente proprio agli inizi del Quinto secolo: il che significava che gli amministratori civili e le truppe non venivano più pagati. Tutti questi fattori fecero sì che la popolazione romano-britannica si ribellasse al potere centrale. Entrambe le interpretazioni sono aperte alle critiche, ma fino a che non ci saranno ulteriori sviluppi dell'indagine storiografica, sarà difficile capire esattamente come l'occupazione romana in Britannia sia finita.

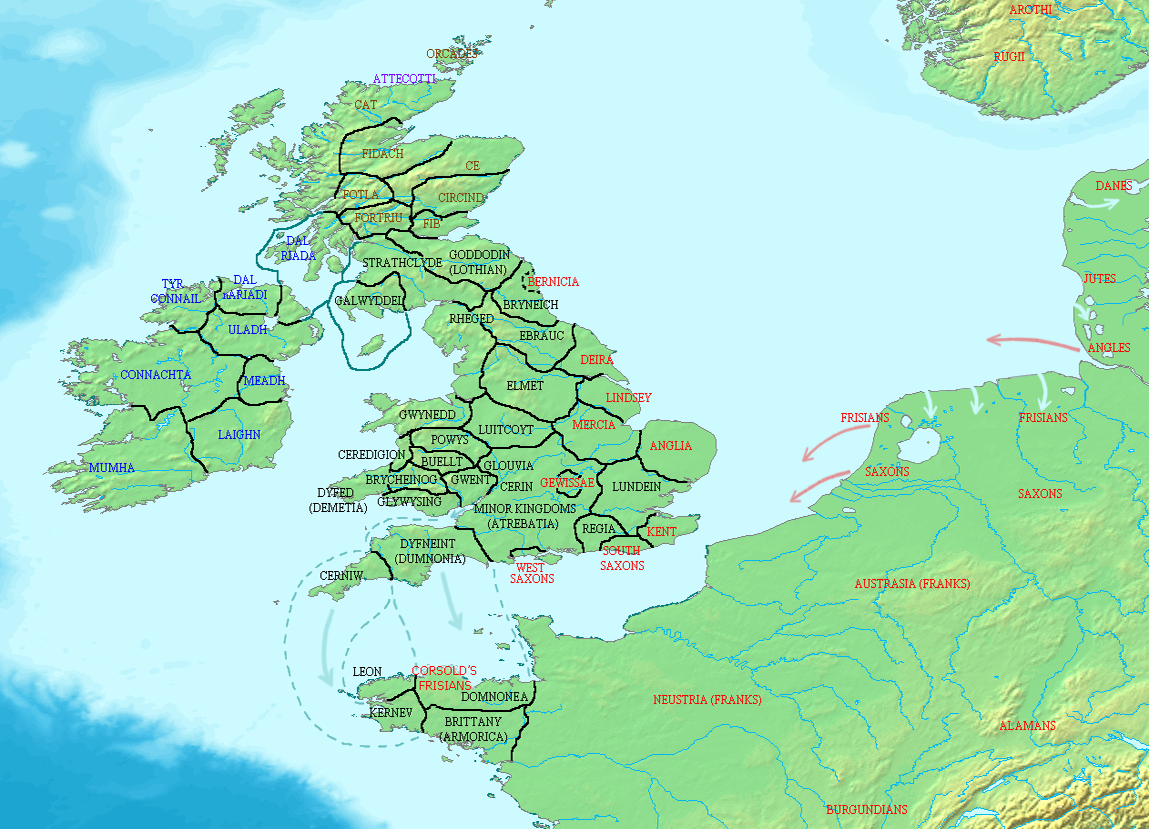
Le nazioni della Britannia post-romana (in nero quelle britanniche e in rosso quelle anglosassoni). Mappa del 500, con confini approssimativi

Comunque, la natura violenta di quel periodo non deve essere sopravvalutata, infatti sembra più probabile che fosse stata un'epoca di tensioni endemiche, menzionate in tutte le fonti scritte. Ciò ha portato alla morte di buona parte della popolazione romano-britannica.
Ci sono riferimenti anche a pestilenze. Laycock (che scrisse Britannia, the Failed State) suggerisce conflitti tribali latenti, che iniziarono prima del 410, e che potevano aver interessato l'intera Britannia portando alla distruzione dell'economia. Infatti varie testimonianze suggeriscono un calo della produzione agricola in quei decenni.
Tuttavia è chiaro che parte della popolazione romano-britannica emigrò verso il continente, il cui risultato è la denominazione di Bretagna dell'antica Armorica; inoltre ci sono testimonianze anche della migrazione in Galizia (Spagna nordoccidentale). La datazione di queste migrazioni è incerta, ma recenti studi suggeriscono che la migrazione dalla Britannia all'Armorica fosse già iniziata nel Quarto secolo e terminata nel Sesto. Questi coloni, difficilmente potevano essere dei semplici rifugiati se il periodo di migrazione è così alto, e fecero sentire la loro presenza nella maggior parte dei territori occidentali francesi che si affacciano sull'Atlantico. C'è soprattutto un chiaro contatto linguistico tra le due sponde della Manica nella Tarda Antichità.
La Galizia, nel nordovest della Spagna, è un'altra regione di cultura celtica. La sveva Parochiale, compilata attorno al 580, comprende una lista delle chiese principali di ogni diocesi del metropolita di Braga, (la ecclesia Britonensis, ora "Bretoña"), che era la sede di un vescovo il quale officiava per conto degli immigrati originari della Britannia. Nel 572 il vescovo Mailoc, aveva un nome celtico. Gli immigrati portarono con loro il cristianesimo celtico, ma alla fine accettarono il rito latino con il Concilio di Toledo del 633. La diocesi si estendeva da Ferrol al fiume Eo. In Spagna, quest'area qualche volta viene chiamata la "terza Britannia".
I regni non anglosassoni iniziarono ad apparire nella Britannia occidentale, e vennero citati da Gildas nella De Excidio Britanniae. Questi regni avevano quasi certamente ereditato le strutture romane, e inoltre attiravano una forte influenza dall'Ibernia, isola che non fece mai parte dell'Impero romano.
Nel nord della Britannia postromana si svilupparono i regni britannici di Hen Ogledd, Rheged, Bernicia, Strathclyde, Elmet e Gododdin. Sulla costa del Mare del Nord invece si ebbero regni anglosassoni che lentamente finirono per conquistare tutto il nord britannico nel corso del VI e VII secolo.
Va segnalato che nel quinto e soprattutto nel sesto secolo fu riparato il Vallo di Adriano e stabilito a Whithorn (nella Scozia sudoccidentale) il probabile sito del monastero di San Niniano. Inoltre scoperte casuali hanno riportato alla luce la continua occupazione di città romano-britanniche come Wroxeter e Caerwent. Probabilmente il continuo uso di queste città deve essere associato con strutture monastiche locali.

### Re Artù

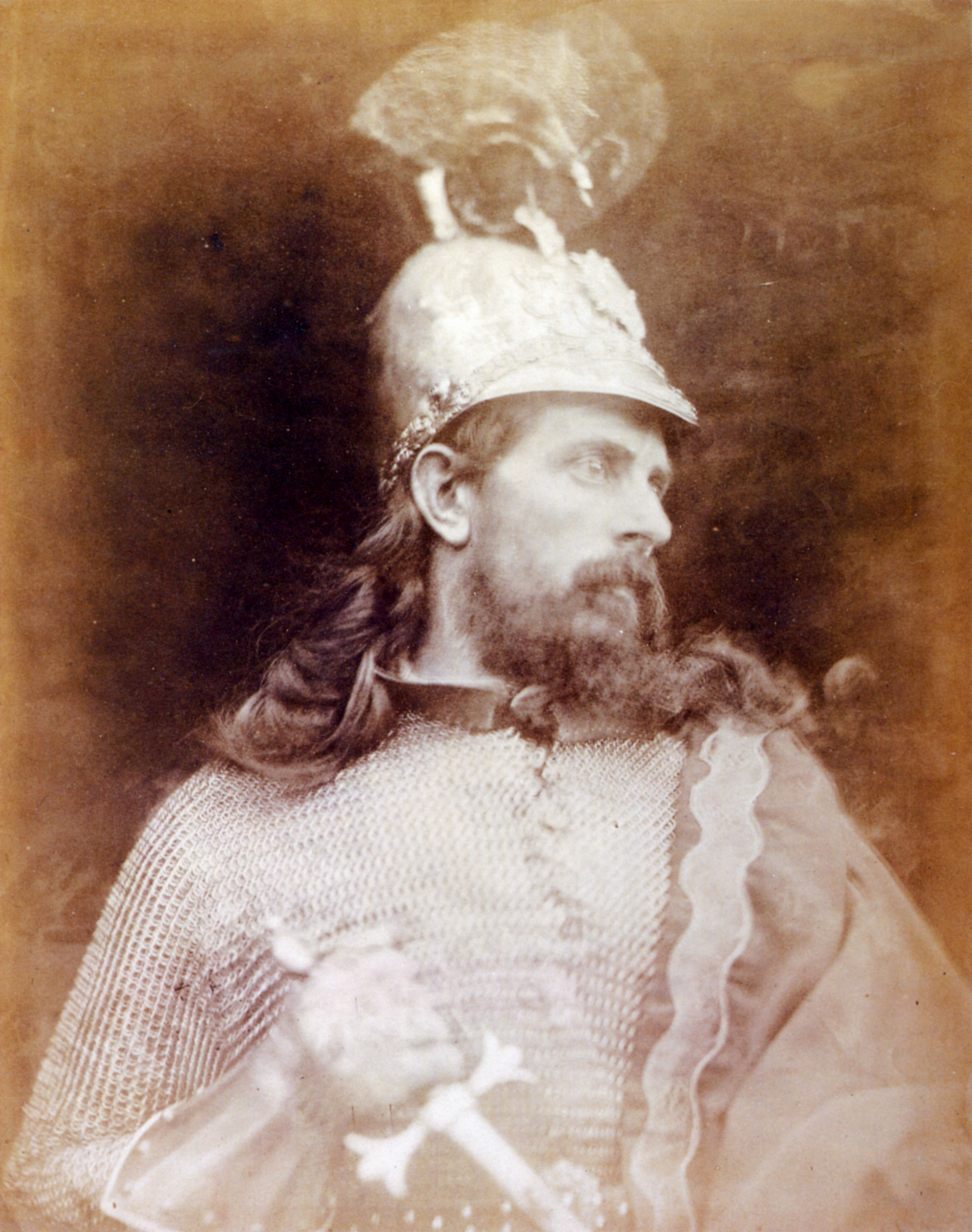
Il Re Artù dei britannici probabilmente fu Ambrosio Aureliano, un ducatur romano-britannico

La Britannia postromana sudoccidentale ha attirato archeologi e studiosi interessati al mito del Re Artù e alla sua consistenza storica. Anche se si hanno poche evidenze scritte su questo fatto, alcuni ritrovamenti archeologici lasciano presupporre l'esistenza di un potente re dei romano-britannici nella Britannia postromana, dimostrabile anche dall'esistenza di siti come Tintagel e il suo forte e da valli in terrapieno come quello di Wansdyke vicino a Bath e Stonehenge.
Anche se respinti dagli Anglosassoni politicamente e linguisticamente, gli uomini di cultura della societa romano-britannica, assieme agli ecclesiastici, riuscirono ad avere una significativa influenza nei nuovi arrivati invasori.
Specialmente grazie alla letteratura, alla memoria storica della Britannia romana e alle strutture sociali della chiesa cristiana, gli anglosassoni furono assimilati completamente nella civiltà latina dopo l'arrivo di Agostino di Canterbury con la sua evangelizzazione.
Uomini di cultura e letterati britannici furono usati nelle corti dei re anglosassoni per governare i territori. In questo modo la cultura romano-britannica -persa in guerra- ritornò nella nuova società divenuta inglese.
Il massimo risultato di questo processo fu l'adozione del leggendario re britannico, Re Artù, come eroe nazionale degli inglesi nei secoli successivi alla fine della Britannia postromana, grazie a questi storici e letterati romano-britannici.
La storicità di re Artù è stata a lungo dibattuta dagli studiosi, ma negli ultimi anni si è raggiunto un consenso nel ritenere sostanzialmente vera la figura del sovrano. Una scuola di pensiero avanzerebbe l'ipotesi che fosse vissuto nel tardo V secolo o agli inizi del VI secolo, che fosse stato un romano-britannico e che avesse combattuto il paganesimo sassone.
Accademici come Richard Greene sostennero che la figura di Artù coincideva con quella di Ambrosio Aureliano, un conducatur romano-britannico che vinse alcune importanti battaglie contro gli anglosassoni, tra cui la leggendaria battaglia del Monte Badon.
I suoi ipotetici quartieri generali si sarebbero trovati in Galles, Cornovaglia, o ad ovest di ciò che sarebbe diventata l'Inghilterra probabilmente ad Amesbury (città che ha preso il nome da lui). Ad ogni modo, le controversie sul centro del suo potere e sul tipo stesso di potere che esercitava continuano tutt'oggi.

## Riduzione della popolazione

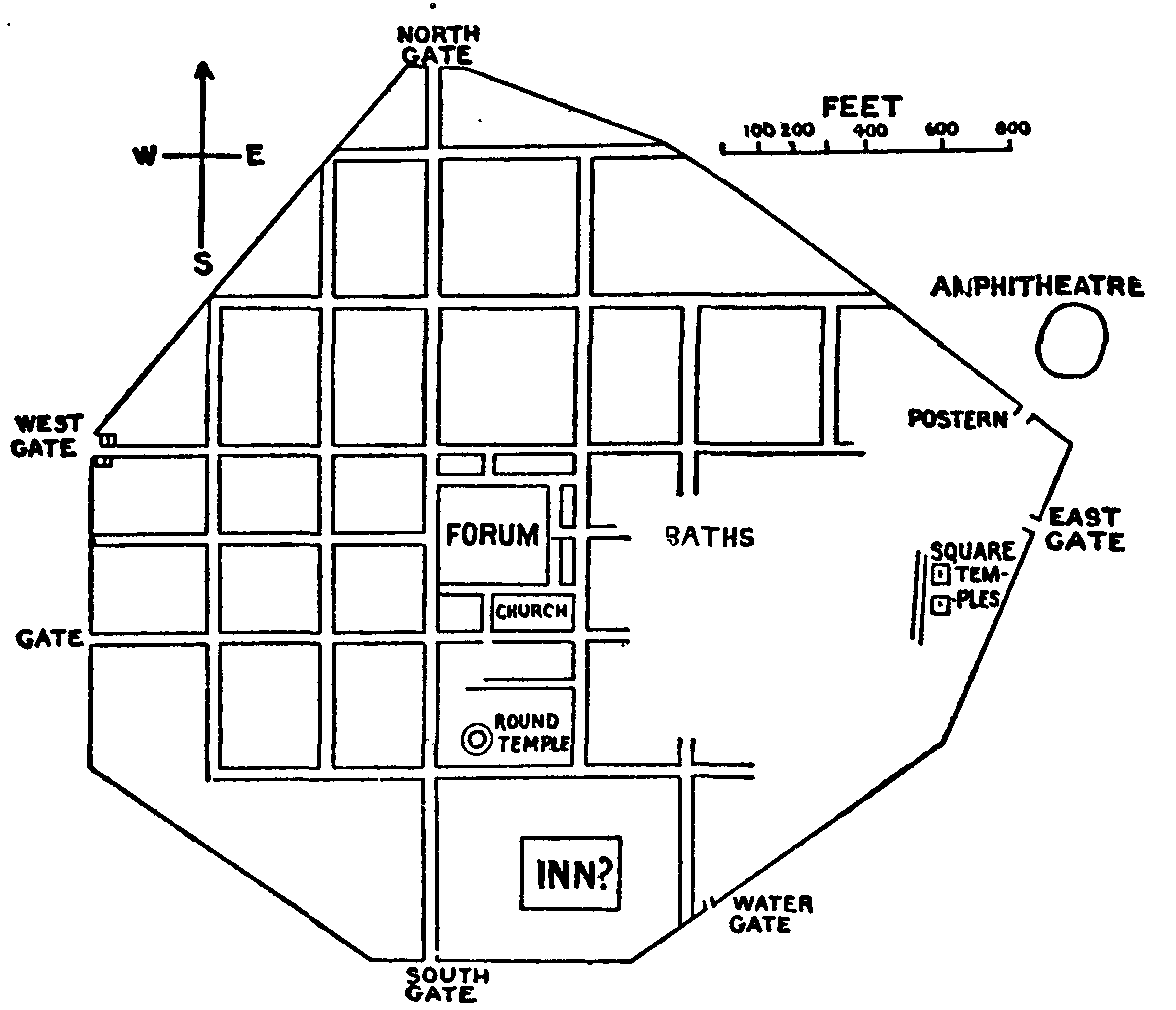
Pianta di Calleva (Silchester)

Attualmente si stima che la popolazione della Britannia sia scesa da circa tre milioni ai tempi dell'Impero romano a quasi la metà al momento dell'arrivo di Sant'Agostino di Canterbury.
Il calo pare sia dovuto in piccola parte a cambi climatici che danneggiarono la produzione locale di grano: Michael Jones suggerisce che un periodo freddo colpì la Britannia intorno al 535.
Ma il fattore ritenuto come il maggiore responsabile del calo demografico è quello collegato alla Peste di Giustiniano, che nel 544 devastò duramente le aree ancora in mano ai romano-britannici per via del loro commercio con il Mediterraneo.
Si stima che questa Peste provocò oltre 100 milioni di morti in Europa dimezzandone la popolazione e raggiunse i porti della Britannia postromana tramite topi che viaggiavano nelle navi dei mercanti bizantini che commerciavano con le isole britanniche.

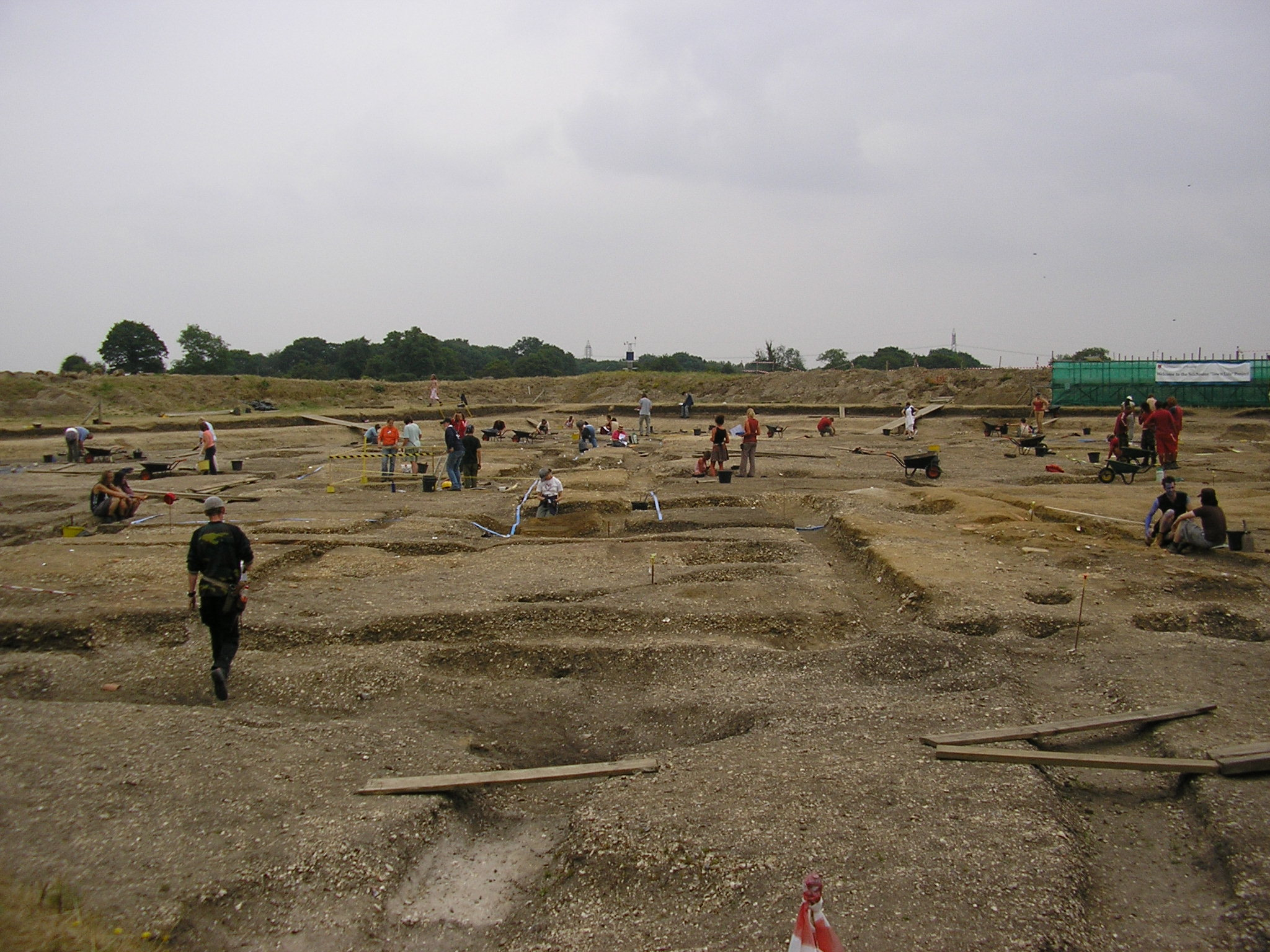
Scavi a Calleva - Insula IX

Accademici come Lester e Little affermano che sembra molto probabile che il tracollo della Britannia postromana davanti all'avanzata anglosassone fu dovuto allo spopolamento poiché, dopo la Peste di Giustiniano (e le carestie conseguenti), le città romanizzate nella parte sudoccidentale della Britannia (come Bath e Silchester) rimasero quasi prive di abitanti e quindi praticamente indifese.
Gli anglosassoni (che non commerciavano con il Mediterraneo) rimasero quasi indenni dalla Peste, mentre i romano-britannici (o quello che restava di loro) ne furono decimati: in pochi decenni (tra il 560 e il 590) la Britannia postromana finì per sparire storicamente e politicamente.

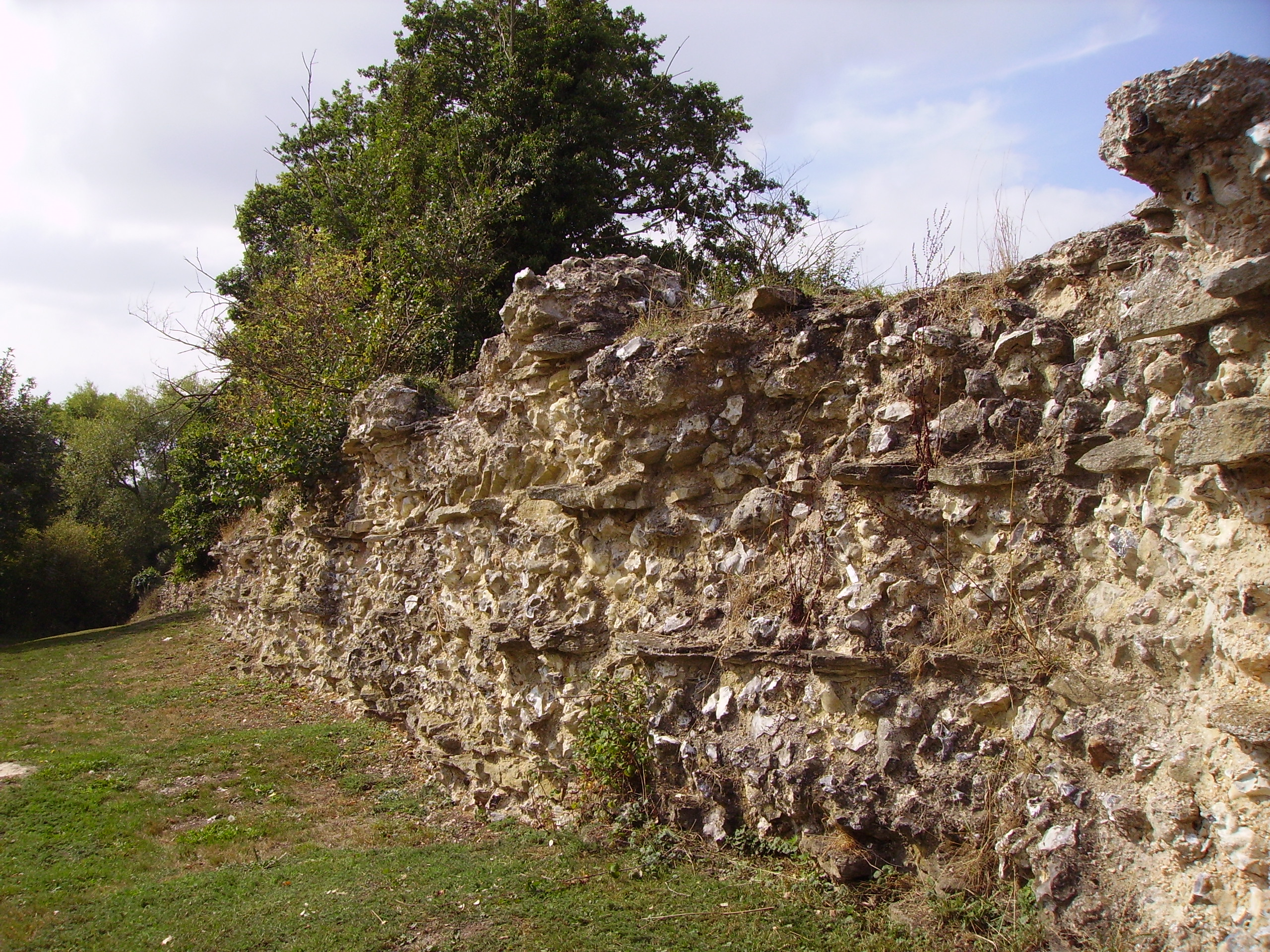
Mura romane di Calleva.

Del resto la scomparsa di fiorenti città della Britannia postromana come Calleva (Silchester) probabilmente fu dovuta alla Peste di Giustiniano, che la colpì in modo grave spopolandola e favorendone la conquista da parte degli Anglosassoni nel 568. Successivamente la località fu considerata un posto "maledetto" e quindi non più ripopolato
Ai primi del VII secolo ormai esistevano solo regni anglosassoni. In questi regni si ebbe una specie di "apartheid" tra popolazioni germaniche e romano-britanniche, che si riscontra ancora oggi nei geni e nella struttura sociale dell'attuale Inghilterra.
Questa separazione (di tipo genetico) viene confermata - secondo Stephen Oppenheimer- dal fatto che fino al Duecento si parlava nei monti Pennini la lingua cumbrica e fino al Settecento in Cornovaglia la lingua cornica (entrambe lingue celtiche con alcune influenze latine).
Una delle ultime località della Britannia postromana a cadere in mano agli Anglosassoni fu "Deva Victrix" (attuale Chester), dove sono state rinvenute - all'interno del Castrum - anfore di romano-britannici usate fino al 616.